# ジョン・コニャーズ
ジョン・コニャーズ・ジュニア (英語: John Conyers, Jr., 1929年5月16日 - 2019年10月27日) は、アメリカ合衆国の政治家。1965年から2017年まで、長年にわたり連邦下院議員として在職し、2007年から2011年には下院司法委員会委員長を務めた。

## 経歴
デトロイトで育ち、デトロイトのノースウェスタン高校を卒業後、ミシガン州兵（1948年-50年）、アメリカ陸軍（1950年-54年）、アメリカ陸軍予備軍（1954年-57年）で勤務した。コニャーズはアメリカ陸軍工兵隊の士官として1年間大韓民国で働き、戦闘と功労の表彰を受けた。
ウェイン州立大学から文学士号と法学士号の両方を受けた。彼は議会に選出される前に、ジョン・ディンゲル下院議員のアシスタントを務めた。彼は20回再任されており、一度も深刻な競争相手に直面していない。彼は現在の下院議員で二番目に長い任期を保っており、同様にミシガンの歴史の中でも二番目に長い議員歴を持っている。両方のリストで、唯一ディンゲルだけが彼に勝っている。 彼は民主党の大量の新人議員の出た1964年組で最後に生き残っている議員でもある。
コニャーズは黒人議員団（CBC）の13名の創設メンバーの一人で、グループの長老と考えられている。CBCは、黒人および少数派の市民の立法の懸念を解消するアフリカ系アメリカ人立法者の能力を強化するために1969年に創設された。彼は他のどのアフリカ系アメリカ人よりも長く議会で務めた。1971年、彼は「ニクソンの敵」リストのオリジナルメンバーの一人であった。
ナショナル・ジャーナル誌によると、コニャーズはピート・スタークとともに、長年にわたり最もリベラルな議員のひとりと考えられている。公民権運動の象徴であるローザ・パークスは、1965年から1988年までコニャーズのスタッフとして働いていた。
コニャーズは、オンラインカジノを規制する傾向を支援する一人として知られている。彼は、AFEポート法の中に隠された2006年の不法インターネットカジノ執行法を、禁止になぞらえていた。
彼はマイケル・ムーアのドキュメンタリー映画『華氏911』に登場し、アメリカ同時多発テロ事件のその後を議論し、議員たちは「ほとんど法案を読んでいない」と述べた。
コニャーズは頻繁に政治系ニュースサイトの『デイリー・コス』や『Democratic Underground』に投稿している。2005年5月以来、彼はニュースサイトの『ハフィントン・ポスト』と彼自身のブログでブロガーとして貢献している。

## 政治経歴

### その他の政治の業績
1968年のキング牧師の死後、コニャーズはキング牧師の誕生日を国民の祝日にする法案を議会に最初に発表した。

### ニクソンとウォーターゲート
コニャーズは、リチャード・ニクソンの在職中、彼に対して批判的で、その結果、1969年から1974年までのニクソンの大統領在任中、リチャード・ニクソン大統領の敵対者リストの13番目になった。大統領の主席顧問は、コニャーズを、「急にやって来」て、白人女性に生まれながら「弱点」を持つ「黒人の反ニクソンの代弁者」として「新たに現れた」と描写した。
コニャーズは1974年7月、ニクソンの弾劾条項に投票した。彼は下院司法委員会の中ではこれを行った最後に残ったメンバーだが、一人の他の仲間の委員会メンバーはまだ議会にいる（民主党のニューヨーク選出下院議員チャールズ・ランジェル）。

### 倫理論争
コニャーズの元側近2名から、下院倫理委員会、FBI、司法長官宛に別々に送られた手紙の中で、彼らはコニャーズが繰り返して下院の倫理規則に違反している事を主張した。その側近は、コニャーズは彼のスタッフをいくつかの地方と州の選挙活動で働かせ、彼の子供たちの子守りやお抱え運転手をさせられたと主張した。2006年12月後半に、コニャーズは下院の規則に恐らく違反したことの「責任を認め」た。声明は2006年12月29日に、下院倫理委員会議長のドク・ハスティングス (共和党-ワシントン)と少数党幹部メンバーのハワード・バーマン (民主党-カリフォルニア)によってまとめられ、「コニャーズは、スタッフの公務と責任に関わるコミュニケーションで「明快さを欠いた」と彼が見なした事を認め、 彼の行動への責任を受け入れた」と述べた。事態を白紙に戻すことを決めるにあたり、ハスティングスとバーマンは次のように述べた。「調査の間集められた情報を再検討した後に、そしてコニャーズ下院議員の調査への協力に照らして、我々は、彼のオフィスが、議会のスタッフによる選挙運動と個人的な仕事に関して、すべての規則と規格に従うことを保証するために、この問題はこの声明書の発行と、さらなる多くの方法をとることへのコニャーズ下院議員による同意を通して、解決されるべきであると結論づけた」

### ダウニング街メモ
2005年5月5日、コニャーズと他の議員88名は、2002年のイラクへの攻撃での米国とイギリスの間の明らかな密約を暴露するリークされたメモ、いわゆるダウニング街メモについて尋ねた公開書簡をホワイトハウスに書いた。新たに発見された書類は、イラクに侵略するイギリスと米国の意図を明らかにし、二つの国のリーダーらは「原文以前の侵略の正当化を作る事を議論して」いた、とタイムズ誌は報じた。書類のにはさらに、その戦争を正当化する条件を「創る」必要があるだろうとトニー・ブレアが決めたと記されていた。
メモの話はイギリスで突然起こったが、アメリカではそれほど報道されず、「これはいたるところにあるマイケル・ジャクソン裁判や逃げた花嫁の報道の間に記憶の穴に落ちていくことを許すべきではない」とコニャーズを嘆かせた。
CNNは5月12日に、FOXニュースはそのおよそ2週間後の6月1日にこの話を取り挙げた。
コニャーズと他の議員は、議会調査団をロンドンに派遣することを検討していると伝えられた。

### 何がオハイオで間違っていたか
2005年5月、 コニャーズは『何がオハイオで間違っていたかー2004年大統領選のコニャーズの報告』を出版した。この本は2004年アメリカ合衆国大統領選挙中オハイオ州で起こった投票の不正を論じている。不正行為があったとする証拠は、出口調査の結果とそれらの場所で手続きされた実際の投票の間の差異における統計の異常から成る。この本は、間違いの起こりやすい電子投票の機械の報告と、開票に使用されたこれらの機械の信頼性の欠如についても論じている。
彼は2004年の合衆国大統領選挙のオハイオの選挙人投票を数えないことに投票した、下院の31名のうちの一人であった。

### 危機にある憲法
2006年8月4日、コニャーズは、彼のレポートの最終草案である『危機にある憲法: ダウニング街の記録とイラク戦争の嘘、操作、歪曲、虐待と隠蔽』を発行し、ブッシュ政権が2003年イラク侵攻を正当化するために諜報を改ざんした証拠とするための情報を編纂した。
『危機にある憲法』では、侵攻の前にブッシュ政権によって提供された証拠の多くと、彼らの情報源の信頼性への疑問を検証している。さらに文献は、イラクのアブグレイブ刑務所の虐待事件をもたらした状況を、公には知られていないが遂行されているさらなる虐待の証拠と同様に調査している。最後にこの文献は、その政治的な敵対者を扱う陣営によって意図的に使用された一連の「中傷戦術」を報告している。
この文献は、大統領ジョージ・W・ブッシュと副大統領ディック・チェイニーの非難を呼んだ。しかし彼は弾劾手続きの後押しを拒否した。

### イスラムに対する偏見の禁止
コニャーズは下院決議288を提案した。決議は「宗教的不寛容」の非難であったが、暴力行為や不寛容さからの特別な保護をイスラム教は必要としていることを強調した。それは「コーランやイスラム教、またはどんな宗教も、何らかの方法や形で蔑むことを、決して合衆国政府の公式な方針にしてはならない」と表明し、「イスラム教信仰の者を含むすべての個人に対する偏見に動機づけられた犯罪と行為を防ぐために、地方、州、そして連邦の当局が働く事を求める」とした。この法案は2005年6月に下院憲法小委員会に委ねられたが、しかしコニャーズは、司法委員会の議長として、それを蘇らせることもあり得る。

### コニャーズ対ブッシュ裁判
2006年4月、コニャーズは10名の他のベテラン議員とともに、2005年赤字削減法の合憲性に異議を申し立て、ミシガン東部地区合衆国地方裁判所で訴訟を起こした。
簡単に言えば告訴の主張は、法案は大統領による署名がなされる前に、合衆国議会による十分な考慮が行われていないというものだった。その後訴訟は当事者適格の欠如のために棄却された。